# Troldhaugen

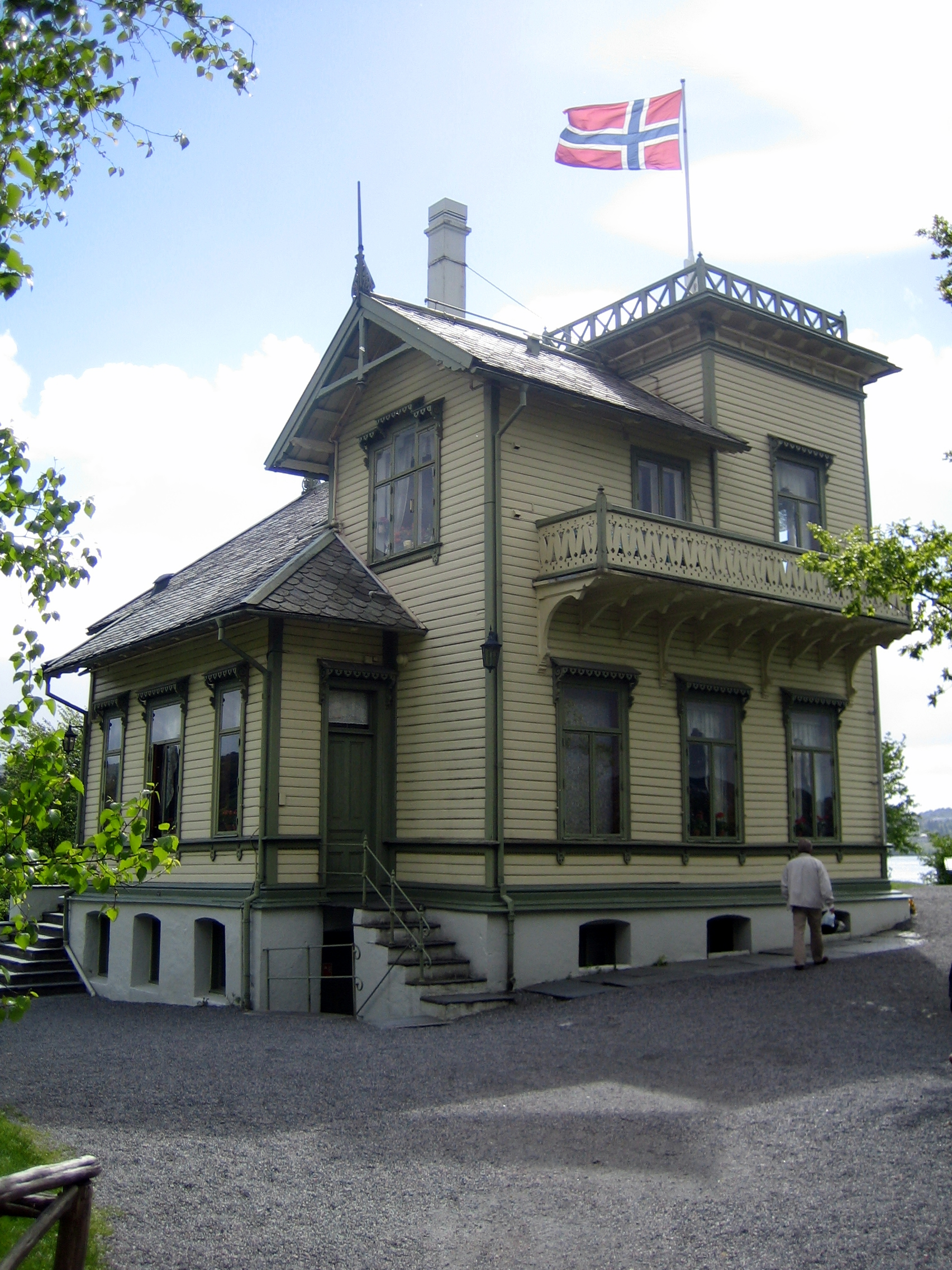
Troldhaugen

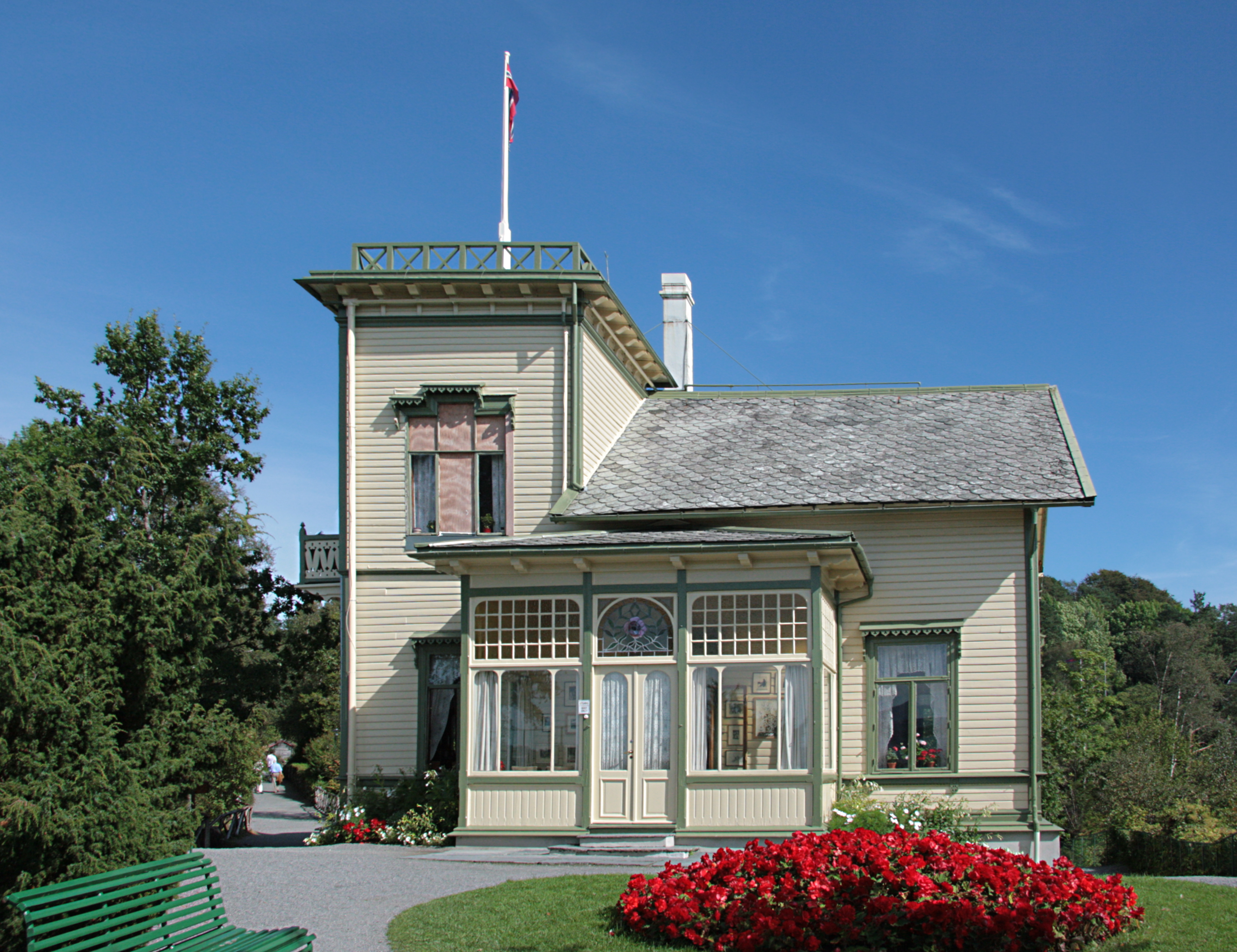
Troldhaugen

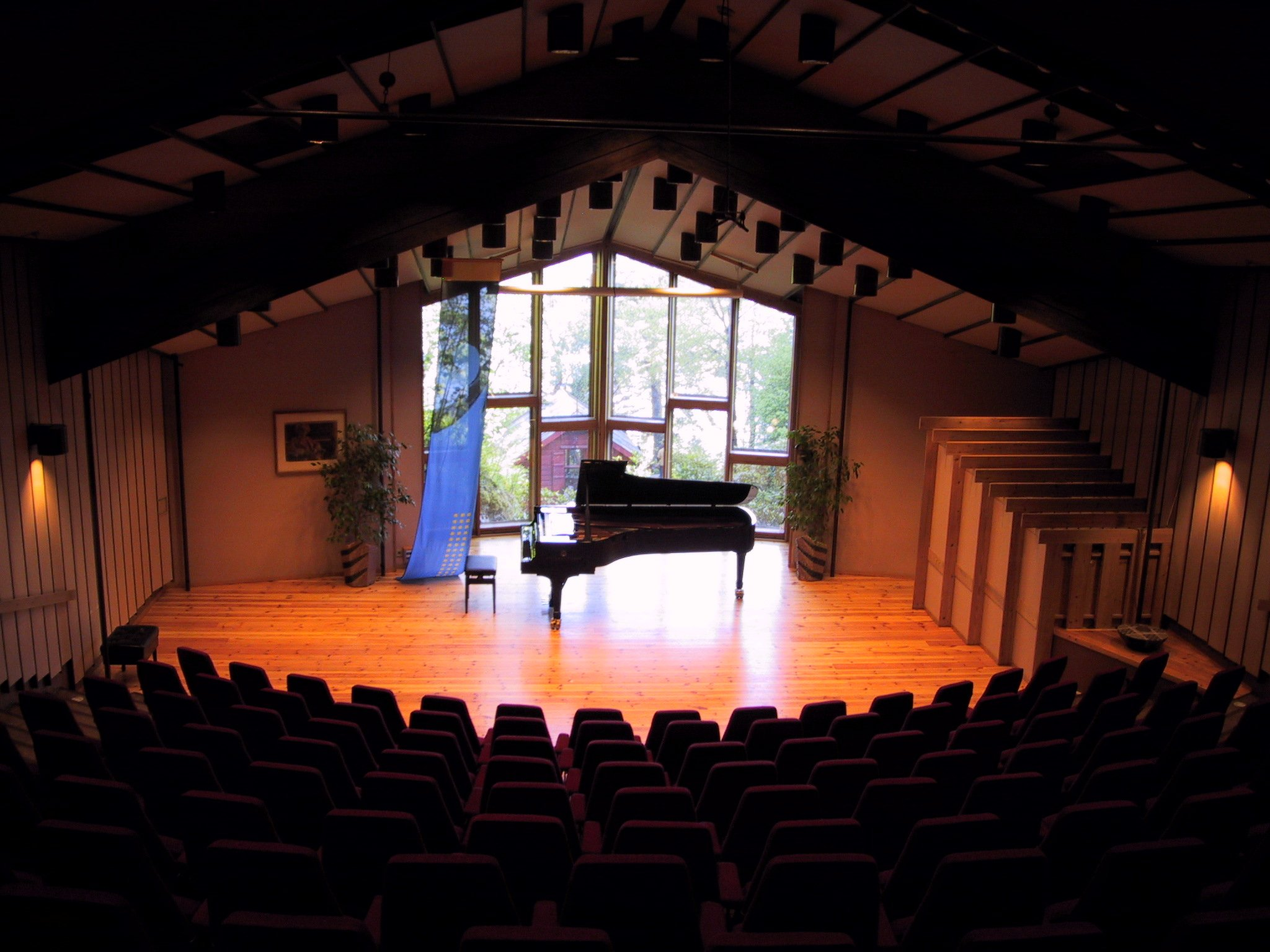
Il podio a Troldsalen

Troldhaugen è l'ex abitazione del compositore norvegese Edvard Grieg e sua moglie Nina Grieg. Troldhaugen si trova a Bergen, Norvegia e comprende il Museo Edvard Grieg, la villa di Grieg, la capanna dove componeva la musica e la tomba sua e di sua moglie.

## Storia
L'edificio fu progettato dal cugino di Grieg, l'architetto Schak Bull. Il nome deriva da trold che significa troll e haug dalla parola norrena haugr che significa collina o poggio. Si ritiene che Grieg abbia detto che i bambini chiamavano la piccola valle vicina "La valle dei troll" e quindi davano il nome anche al suo edificio. Lo stesso Edvard Grieg definì l'edificio "la mia migliore composizione fino ad adesso".
Edvard e Nina Grieg finirono di costruire Troldhaugen nel 1885. Vivevano a Troldhaugen quando Grieg era a casa in Norvegia, soprattutto in estate. Troldhaugen fu la casa di Edvard Grieg dall'aprile 1885 fino alla sua morte. Dopo la morte di suo marito nel 1907, Nina Grieg si trasferì in Danimarca dove trascorse il resto della sua vita. Le ceneri di Grieg e di sua moglie riposano in una tomba di montagna vicino alla casa.
Troldhaugen è una tipica residenza del XIX secolo con torre panoramica e un'ampia veranda. La piccola capanna del compositore si affaccia sul Lago Nordås. Grieg immortalò il nome della sua casa in uno dei suoi pezzi per pianoforte, Wedding Day at Troldhaugen (Giorno di nozze a Troldhaugen), Opus 65, n. 6.

## Museo Troldhaugen di Grieg
Troldhaugen e i suoi dintorni sono ora gestiti come il Museo Edvard Grieg di Troldhaugen, dedicato alla memoria di Edvard Grieg.
Nel 1995 è stato aggiunto un edificio museale, con un'esposizione permanente della vita e della musica di Edvard Grieg, oltre a negozi e ristoranti. Nel soggiorno della villa si trova il pianoforte a gran coda da concerto Steinway di Grieg, che gli era stato regalato come regalo per le nozze d'argento nel 1892. Oggi lo strumento è utilizzato per concerti privati, occasioni speciali e concerti intimi tenuti in concomitanza con il Bergen International Festival. Inoltre il noto pianista norvegese Leif Ove Andsnes ha registrato un album di selezioni dei dieci volumi dei Lyric Pieces di Grieg.
Troldsalen, una sala da concerto, offre serie di concerti nei mesi estivi e autunnali, ed anche molti altri concerti ed eventi. Troldsalen, che è stata completata nel 1985, è una sala da concerto elegante e bella, con un'acustica eccellente. Le finestre dal pavimento al soffitto dietro al palcoscenico offrono al pubblico una splendida vista della capanna del compositore e del Lago Nordås.

## Curiosità
- La band australiana sperimentale di folk metal Troldhaugen prende il nome dalla casa e incorpora brani della musica di Grieg nella propria.[3]